# Miroslav Mićanović
Miroslav Mićanović (Brčko, 15. kolovoza 1960.), hrvatski književnik i pjesnik. 
Diplomirao na Filozofskom fakultetu u Zagrebu. Objavljuje pjesme, priče, kritike i eseje. Sudionik hrvatskih i europskih književnih festivala poezije i voditelj radionica kratke priče.

## Djela
- »Četiri dimenzije sumnje« (s J. Matanović, V. Bogišićem, K. Bagićem), knjiga kritičkih tekstova, Zagreb, 1988.
- »Les jeunes Croates« (s H. Pejakovićem), izbor iz suvremenoga hrvatskog pjesništva, Migrations, Pariz, 1989.
- »Strast razlike, tamni zvuk praznine« (s B. Čegecom) pregled hrvatskoga pjesništva, Quorum, Zagreb, 1995.
- »Zib«, poezija, Zagreb, 1998.
- »Mlada hrvatska poezija« (s R. Simićem) uredio izbor, Apokalipsa, Ljubljana, 2000.
- »Čovjek koji je obitelji nosio kruh«, Quorum, Zagreb, 1998.
- »Trajekt«, proza, Zagreb, 2004.
- »Utjeha kaosa«, antologija suvremenoga hrvatskog pjesništva, Zagreb, 2006.
- »Zapadni kolodvor«, proza, Zagreb, 2006.
- »Dani«, proza i poezija, Zagreb, 2011.
- »Vrt s 1001 žaruljom«, proza, Zagreb, 2012.
- »Jedini posao«, poezija, Zagreb, 2013.
- »Soba Jacka Nicholsona«, proza, Zagreb, 2016.
- »Obrt za pranje perja«, poezija, Zagreb, 2018.

## Nagrade
- 1998. Duhovno hrašće za knjigu pjesama Zib
- 2004. Nagrada "Fran Galović" za knjigu priča Trajekt.[2]